# Himmerland Rundt
Himmerland Rundt – kolarski wyścig jednodniowy, rozgrywany corocznie od 2011 na półwyspie Himmerland w duńskiej Jutlandii. 
Pierwsza edycja imprezy odbyła się w 2011. Od początku istnienia zaliczany jest do cyklu UCI Europe Tour, w którym posiada kategorię 1.2.

## Zwycięzcy
Opracowano na podstawie:
| Rok  | Pierwsze            | Drugie                 | Trzecie               |          |
| ---- | ------------------- | ---------------------- | --------------------- | -------- |
| 2011 | Michael Reihs       | Rasmus Guldhammer      | Søren Pugdahl         |          |
| 2012 | André Steensen      | Nikola Aistrup         | Angelo Furlan         |          |
| 2013 | Yoeri Havik         | Kristian Dyrnes        | Magnus Cort Nielsen   |          |
| 2014 | Magnus Cort Nielsen | Rasmus Guldhammer      | Søren Kragh Andersen  |          |
| 2015 | Wim Stroetinga      | Asbjørn Kragh Andersen | Johim Ariesen         |          |
| 2016 | Jonas Gregaard      | Dion Beukeboom         | Krister Hagen         |          |
| 2017 | Nicolai Brøchner    | Audun Brekke Fløtten   | Nicklas Amdi Pedersen |          |
| 2018 | André Looij         | Emil Vinjebo           | Nicklas Amdi Pedersen |          |
| 2019 | Niklas Larsen       | Nicolai Brøchner       | Bas van der Kooij     |          |
| 2020 | odwołany            | odwołany               | odwołany              | odwołany |
| 2021 | Mathias Larsen      | Nils Lau Nyborg Broge  | Rasmus Bøgh Wallin    |          |
| 2022 | odwołany            | odwołany               | odwołany              | odwołany |